# Fordringsrätt
Fordringsrätt kallas det rättsområde däri fordringar behandlas. En fordring/fordran är, till skillnad från egendom, ett rättsanspråk från en individuellt bestämd person riktat mot en annan individuellt bestämd person. 
Fordringsrätten beskriver ett fordringsförhållande mellan minst två personer, en borgenär och en gäldenär. Fordringsrättens objekt är fordringsanspråket, vilket kan avse ett rättsanspråk på en naturaprestation eller en penningprestation från en gäldenär. Fordringshavaren kallas för borgenär. Den rättsliga grunden för fordringsanspråket kan vara avtal, lag, rättspraxis eller sedvanerätt. Fordringsrätten har en rättslig verkan begränsat till personer i ett fordringsförhållande, och följaktligen saknar bindande rättsverkan för varje annan tredje man.